# Наталія Романів
Наталія Романів (англ. Natalya Romaniw; нар. 25 квітня 1987 року, Суонсі, Велика Британія) — британська оперна співачка (сопрано). Лауреат багатьох міжнародних оперних конкурсів.

## Біографія
Наталія Романів народилася 25 квітня 1987 року у Суонсі. Вивчала вокал у Гілдголській школі музики та театру. Закінчила Houston Grand Opera Studio (2014).

## Нагороди
- Kathleen Ferrier Awards (2012)[4]
- Critic's Choice Awards for Music (2016)
- Gramophone Classical Music Awards (Young Artist of the Year, 2020)[5]
- Royal Philarmonic Society Awards (Singer of the Year, 2020)[6]